# Nirwana soetra (Theravada)
De Nirwāna soetra of Mahāparinibbāṇa Sutta is een boeddhistische soetra uit het Theravada-boeddhisme. Het is de zestiende soetra uit de verzameling Dīgha Nikāya ("lange leerredes") van de Suttapitaka (een van de drie "manden") van de Pali-canon. Er bestaan versies in het Pāli, Sanskriet, Tibetaans en Chinees. Deze soetra mag niet worden verward met de gelijknamige soetra uit het Mahāyāna-boeddhisme. Om een vergissing uit te sluiten wordt de Nirwāna soetra uit het Theravada-boeddhisme vaak aangeduid met de Pāli-benaming Mahāparinibbāṇa Sutta en die uit het Mahāyāna-boeddhisme met de Sanskriet-benaming Mahāparinirvāṇa Sūtra of Mahāyāna Mahāparinirvāṇa Sūtra.
De soetra gaat over de laatste maanden van het leven van de Boeddha en beschrijft gedetailleerd daden en preken op zijn laatste tocht, zijn overgang naar de Nirwana, de crematie en de verdeling van zijn stoffelijke resten in de vorm van relikwieën. Bij dit alles speelt zijn leerling Ananda een belangrijke rol. De Nirwāna soetra vormt zo een belangrijk onderdeel van de traditionele Boeddha-biografie. 

## Vertalingen
- (nl)  Breet, Jan de, R.H.C.Janssen, Yvon Mattaar (Vertalers), Dīgha-Nikāya. De verzameling van lange leerredes, Rotterdam (Asoka) 2001, ISBN 9789056700614.

16. Mahā-Parinibbāna-Sutta. De grote leerrede over het uiteindelijke nirvana.
- (en)  Walshe, Maurice, "Mahāparinibbāna Sutta. The Great Passing. The Buddha's Last Days" in: The long Discourses of the Buddha. A Translation of the Dīgha Nikāya, Boston, Mass. (Wisdom Publications) 2012, pp.231-279, ISBN 9780861711031.

Oorspronkelijk verschenen in 1987 onder de titel Thus Have I Heard. The Long Discourses of the Buddha.

## Geraadpleegde literatuur
- "Mahāparinibbānasuttanta", in Buswell, Robert E., Donald S. Lopez, Juhn Ahn (eds). (2013). Princeton Dictionary of Buddhism. Princeton, NJ (Princeton University Press) 2013, pp.502–504, ISBN 978-0-691-15786-3